# Vodivost půdy

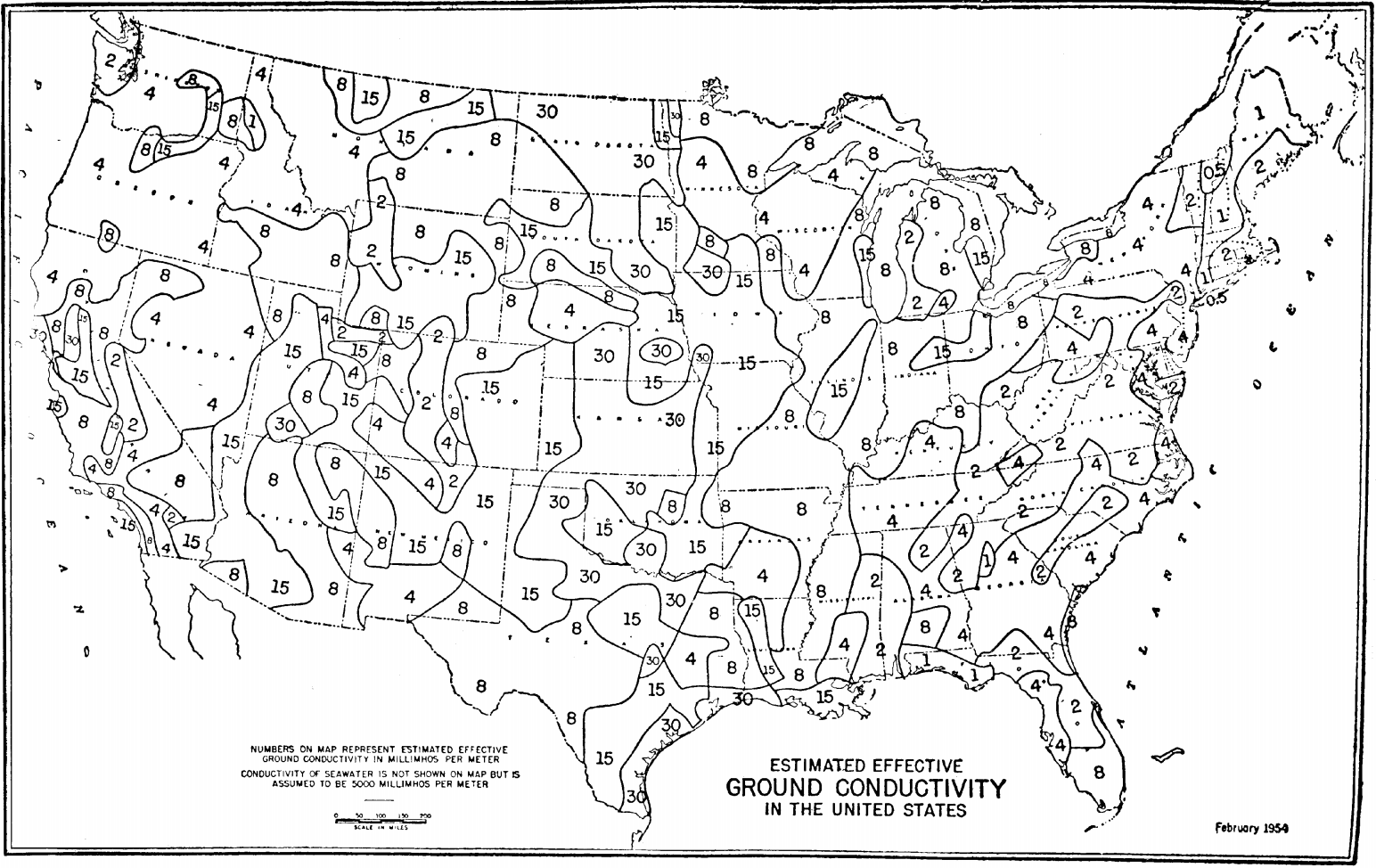
Mapa vodivosti půdy USA

Vodivost půdy je elektrická vodivost zemského podloží. Udává se v milisiemensech na metr (mS/m).

## Šíření rádiových vln
Vodivost půdy je mimořádně důležitým faktorem při určování intenzity pole a šíření rádiových vln přízemní vlnou. Na dobré vodivosti půdy jsou závislé především dlouhé (30–300 kHz) a střední vlny (300–3000 kHz), protože se jejich šíření uskutečňuje primárně přízemní vlnou. Ovlivňuje také reálný vyzařovací diagram antén pro krátké vlny (3-30 MHz), protože takzvaný „vzletový úhel“ není vlastností antény, ale výsledkem odrazu vlnění od země. Proto ITU publikuje celosvětový atlas vodivosti půdy.

## Další použití
Vodivost půdy se někdy používá při určování těsnosti septiků pomocí elektromagnetická indukce, aby se kontaminanty nedostaly na povrch nebo do blízkých vodních zdrojů.